# Stora Kuorkajaure
Stora Kuorkajaure är en sjö i Jokkmokks kommun i Lappland och ingår i Luleälvens huvudavrinningsområde.